# Andrea Pospisilová
Andrea Pospisilová (1988) è un'ex sciatrice alpina ceca.

## Biografia
Attiva in gare FIS dal novembre del 2003, la Pospisilová non esordì in Coppa Europa o in Coppa del Mondo né prese parte a rassegne olimpiche o iridate. Si ritirò al termine della stagione 2012-2013 e la sua ultima gara fu lo slalom gigante dei Campionati cechi 2013, disputato il 22 marzo a Špindlerův Mlýn e chiuso dalla Pospisilová al 17º posto.

## Palmarès

### Campionati cechi
- 4 medaglie:
  - 1 argento (slalom speciale nel 2009)
  - 3 bronzi (slalom speciale nel 2008; slalom gigante, slalom speciale nel 2010)